# Carex hirtigluma
Carex hirtigluma är en halvgräsart som beskrevs av Charles Baron Clarke. Carex hirtigluma ingår i släktet starrar, och familjen halvgräs.

## Underarter
Arten delas in i följande underarter:
- C. h. arcuata
- C. h. hirtigluma
- C. h. perrieri